# Hamad ibn Dżasim ibn Dżabr Al Sani
Hamad ibn Dżasim ibn Dżabr Al Sani (arab. ‏حمد بن جاسم بن جبر آل ثاني‎; ur. 30 sierpnia 1959 w Dosze), premier Kataru w latach 2007–2013 oraz minister spraw zagranicznych w latach 1992–2013.

## Kariera polityczna
Szejk Hamad ibn Dżasim ibn Dżabr Al Sani w latach 1982–1989 pełnił funkcję dyrektora biura Ministerstwa Spraw Miejskich i Rolnictwa. W latach 1989–1992 sprawował urząd ministra spraw miejskich i rolnictwa. Dodatkowo w 1990 objął również stanowisko wiceministra elektryczności i zasobów wodnych, które zajmował do 1992. W 1992 został mianowany ministrem spraw zagranicznych. Pozostał nim również po zmianach w rządzie w 1995, w 1996, w 1999 oraz we wrześniu 2003. 16 września 2003 został ponadto mianowany wicepremierem.
Hamad ibn Dżasim ibn Dżabr Al Sani należał do licznych instytucji państwowych. W 1996 został członkiem Najwyższej Rady Obrony, w 1999 Stałej Komisji Konstytucyjnej, w 2000 wszedł w skład Rady Rodziny Królewskiej oraz Najwyższej Rady ds. Wykorzystywania Zasobów Narodowych.
Po rezygnacji ze stanowiska premiera przez Abd Allaha ibn Chalifa Al Saniego, 3 kwietnia 2007 Hamad ibn Dżasim ibn Dżabr Al Sani objął urząd szefa rządu. Z powodu wyboru nowego emira Tamima, premier Kataru Hamad ibn Dżasim ibn Dżabr Al Sani podał się do dymisji 26 czerwca 2013.
Uzyskał tytuł doktora honoris causa od Moskiewskiego Państwowego Instytutu Stosunków Międzynarodowych. 